# 얼 페이지
얼 크리스마스 그래프턴 페이지 경(Sir Earle Christmas Grafton Page, GCMG, CH)은 1939년 조지프 라이언즈가 사망한 후 19일간 호주 제11대 총리를 지낸 오스트레일리아의 정치인이다. 1921년부터 1939년까지 오스트레일리아 국민당의 당수였으며, 초기에는 가장 영향력 있는 인물이었다. 그는 역대 세 번째로 장수한 오스트레일리아 의회의 의원이다.
페이지는 뉴사우스웨일스주 그래프턴(Grafton)에서 태어났다. 15세에 시드니 대학교에 입학하여 21세에 의학 학위를 마쳤다. 시드니의 왕립 앨프레드 왕자 병원(Royal Prince Alfred Hospital, 에든버러 공작 앨프레드의 이름을 딴 병원)에서 레지던트를 마친 뒤 다시 그라프톤으로 옮겨 개인 병원을 열었다. 그는 곧 지역 정치에 관여하게 되었고, 1915년에 지역 신문인 데일리 이그재미너(The Daily Examiner)에서 파트쉐어를 구입했다. 그는 또한 제1차 세계 대전 동안 군의관으로 잠시 복무했다. 페이지는 노던강(Northern Rivers) 지역, 특히 수력 발전과 관련된 다양한 개발 계획의 옹호자로 유명해졌다.

## 역대 선거 결과
| 선거명      | 직책명                 | 대수 | 정당                  | 1차 득표율 | 1차 득표수 | 2차 득표율 | 2차 득표수 | 결과 | 당락               |
| ----------- | ---------------------- | ---- | --------------------- | ---------- | ---------- | ---------- | ---------- | ---- | ------------------ |
| 1919년 선거 | 하원의원 (코퍼 선거구) | 8대  | 뉴사우스웨일스 국민당 | 52.4%      | 11,372표   |            |            | 1위  | 코퍼 하원의원 당선 |
| 1922년 선거 | 하원의원 (코퍼 선거구) | 9대  | 오스트레일리아 국민당 | 67.3%      | 13,157표   |            |            | 1위  | 코퍼 하원의원 당선 |
| 1925년 선거 | 하원의원 (코퍼 선거구) | 10대 | 오스트레일리아 국민당 | 70.0%      | 24,571표   |            |            | 1위  | 코퍼 하원의원 당선 |
| 1928년 선거 | 하원의원 (코퍼 선거구) | 11대 | 오스트레일리아 국민당 | 76.8%      | 27,556표   |            |            | 1위  | 코퍼 하원의원 당선 |
| 1929년 선거 | 하원의원 (코퍼 선거구) | 12대 | 오스트레일리아 국민당 | 단독후보   | 무투표     |            |            | 1위  | 코퍼 하원의원 당선 |
| 1931년 선거 | 하원의원 (코퍼 선거구) | 13대 | 오스트레일리아 국민당 | 72.3%      | 29,266표   |            |            | 1위  | 코퍼 하원의원 당선 |
| 1934년 선거 | 하원의원 (코퍼 선거구) | 14대 | 오스트레일리아 국민당 | 64.2%      | 30,924표   |            |            | 1위  | 코퍼 하원의원 당선 |
| 1937년 선거 | 하원의원 (코퍼 선거구) | 15대 | 오스트레일리아 국민당 | 63.2%      | 32,000표   |            |            | 1위  | 코퍼 하원의원 당선 |
| 1940년 선거 | 하원의원 (코퍼 선거구) | 16대 | 오스트레일리아 국민당 | 53.7%      | 27,773표   |            |            | 1위  | 코퍼 하원의원 당선 |
| 1943년 선거 | 하원의원 (코퍼 선거구) | 17대 | 오스트레일리아 국민당 | 45.5%      | 24,017표   | 52.6%      | 27,736표   | 1위  | 코퍼 하원의원 당선 |
| 1946년 선거 | 하원의원 (코퍼 선거구) | 18대 | 오스트레일리아 국민당 | 57.2%      | 31,785표   |            |            | 1위  | 코퍼 하원의원 당선 |
| 1949년 선거 | 하원의원 (코퍼 선거구) | 19대 | 오스트레일리아 국민당 | 61.7%      | 22,791표   |            |            | 1위  | 코퍼 하원의원 당선 |
| 1951년 선거 | 하원의원 (코퍼 선거구) | 20대 | 오스트레일리아 국민당 | 61.0%      | 22,632표   |            |            | 1위  | 코퍼 하원의원 당선 |
| 1954년 선거 | 하원의원 (코퍼 선거구) | 21대 | 오스트레일리아 국민당 | 58.8%      | 21,767표   |            |            | 1위  | 코퍼 하원의원 당선 |
| 1955년 선거 | 하원의원 (코퍼 선거구) | 22대 | 오스트레일리아 국민당 | 단독후보   | 무투표     |            |            | 1위  | 코퍼 하원의원 당선 |
| 1958년 선거 | 하원의원 (코퍼 선거구) | 23대 | 오스트레일리아 국민당 | 54.8%      | 21,152표   |            |            | 1위  | 코퍼 하원의원 당선 |
| 1961년 선거 | 하원의원 (코퍼 선거구) | 24대 | 오스트레일리아 국민당 | 39.9%      | 15,259표   | 48.2%      | 18,458표   | 2위  | 낙선               |